# Метод радиомагнитотеллурических зондирований
Метод радиомагнитотеллурических (РМТ) зондирований является одним из методов неразрушающих геофизических электромагнитных исследований Земли. Метод РМТ относится к методам электроразведки, а именно, к группе методов частотных электромагнитных зондирований. Метод РМТ основан на измерении электрических и магнитных компонент поля широковещательных радиостанций различного назначения в диапазонах сверхдлинных (СДВ, 10-30 кГц), длинных (ДВ, 30-300 кГц) и средних (300-1000 кГц) волн. Метод РМТ позволяет получать информацию о пространственном распределение удельного электрического сопротивления (удельной электрической проводимости) горных пород и грунтов в плане и в разрезе в интервале глубин от первых метров до десятков метров. Отличительной особенностью метода РМТ является широкая полоса измерения электромагнитного поля без подстройки регистратора на конкретную частоту радиостанции и автоматический выбор подходящих для обработки сигналов радиостанций.